# Mátyás
A Mátyás héber-latin eredetű férfinév. A héber Mattatiás nevet görögül Ματταθίας-ra (Matthaios) fordították át. Ezt a szót latinosították Matthias néven, amely magyarul Mátyás lett. A jelentése Isten ajándéka. Más vélemény szerint a manu, azaz a „jó”, és a thesis, azaz az „elhelyezés” szavakból származik. Ezért Mátyás: a rossz – vagyis Júdás – helyére „elhelyezett jó”.

## Gyakorisága
Az 1770-es és 1780-as években a 25. legnépszerűbb névnek számított. Magyarországon a XVII., XVIII. században a kedveltebb nevek közé tartozott. Később a XIX. és XX. századra ez a népszerűség csökkent, sőt az 1950-es években a Rákosi-korszak alatt és után Rákosi Mátyás személye miatt alig adták a szülők ezt a nevet. 1967-ben is mindössze 112 fiú kapta a Mátyás nevet. Az 1980-as évek közepétől kezd egyre népszerűbb lenni, s ma már több fiút hívnak így. Az 1983–87-ben készült statisztika szerint a Mátyás az 50. leggyakoribb név volt. 1996-ban a 47. helyen szerepelt 278 névadással. Hasonló adatokat találunk a 2000-es évek statisztikáiban is. 2005-ben a 53. volt a sorban 268 névválasztással. A 2018-as összesített férfinév-statisztikában a Mátyás név az 57. helyen állt 13893 képviselővel.

## Névnapok
- február 24.[3] (Szökőévben február 25.: „Mátyás ugrása”)
- december 8.[3]

## Egyéb nyelveken
| - Afrikaans: Matthijs - Angol: Matthias, Matthew - Asszír-arámi: ܡܲܬܿܝܵܐ (Mattiya) - Belarusz: Мацей (Maciej) - Cseh: Matyáš - Dán: Mathias - Eszperantó: Matiaso - Észt: Madis - Feröeri: Mattias - Finn: Matias - Francia: Matthieu - Görög: Ματθίας (Matthías) - Grönlandi: Matiusi - Hawaii: Makia - Hindi: मॅथियु (Mĕthiyu) - Holland: Matthijs - Horvát: Matija - Indonéz: Matius - Ír: Maitiú - Izlandi: Matthías - Japán: マタイ (Matai) - Kínai: 马太 (Mǎ tài) - Koreai: 마태복음 (mataebogeum) | - Latin: Matthias - Lengyel: Maciej - Lett: Matīss - Litván: Motiejus - Német: Matthias - Norvég: Mathias - Olasz: Mattia - Orosz: Матиас (Matias) - Újperzsa nyelv: متیو (Matiyo) - Portugál: Matias - Román: Matia - Scots: Mian - Skót gael: Maitias - Spanyol: Matías - Svéd: Mattias - Szerb: Матија (Matiya) - Szlovák: Matej - Szlovén: Matijaž - Thai: แมทธิว (Mæ thṭhi w) - Török: Matta - Ukrán: Матвія (Matvija) - Vietnámi: Mattheâu - Walesi: Mathew |

## Híres Mátyások
- Ádám Mátyás író
- Almásy Mátyás költő
- Ambrózy Mátyás lelkész
- Angyalffy Mátyás András tanár
- Aszalay Mátyás lelkész
- Augustini Mátyás lelkész
- Bahil Mátyás lelkész
- Bastianchich Mátyás tanár
- Bazalicza Mátyás pap
- Bedly Mátyás Sándor ügyvéd
- Bél Mátyás magyar, szlovák polihisztor
- Benczig Mátyás főorvos
- Beniczky Mátyás író
- Benyó Mátyás bölcseletdoktor
- Bocsó Mátyás plébános
- Bodó Mátyás ügyvéd
- Breuer Mátyás ügyvéd és bányatanácsos
- Bucsányi Mátyás bölcsészdoktor
- Charit Mátyás iskolaigazgató
- Christophori Mátyás városi tanácsos
- Csabai Mátyás tanár
- Csáktornyai Mátyás író, költő
- Cseszneky Mátyás gróf, hadvezér
- Dósa Mátyás énekes
- Eörsi Mátyás politikus
- Hajnal Mátyás áldozópap, író
- Jászberényi Mátyás diák
- Mátyás apostol vértanú, szent
- Mathias Hebler erdélyi szász evangélikus püspök
- Nyéki Vörös Mátyás kanonok, költő
- Rákosi Mátyás politikus
- Rát Mátyás lelkész, nyelvész, hírlapszerkesztő
- Sámbár Mátyás a teológia doktora, Jézus-társasági áldozópap és hittérítő, a barokk hitvitázó irodalom képviselője
- Szöllősi Mátyás költő, szerkesztő
- Szűrös Mátyás politikus, diplomata
- Usztics Mátyás színész
- Vince Mátyás az MTI elnöke.

### Uralkodó Mátyások
- Hunyadi Mátyás (Mátyás király)
- II. Mátyás magyar király

## Egyéb Mátyások

### Vezetéknévként
A Mátyás gyakori és régi családnév. Ebből a névből származnak még a Máttyás, Mátyása, Mátyásfi, Mátyási, Matyók családnevek is.

### Az irodalomban
- Lúdas Matyi fiktív személy, Fazekas Mihály elbeszélő költeményének címszereplője
- Sándor Mátyás (1855), Jules Verne regénye

### Földrajzi névként
- Mátyásföld
- Mátyásdomb
- Mátyáshegy
- Mátyásdomb
- Mátyáska
- Zemplénmátyás

### Népnyelvben
A Mátyás név több tájnyelvi szóösszetételben előfordul. Mátyásnak vagy mátyásmadárnak nevezik a szajkót. A Mátyás napján fogott csuka a mátyáscsuka. A Mátyás napon tojt tojást mátyástojásnak hívjuk. A február 24-i szökőnapot régen „Mátyás ugrásá”nak nevezték, melyet a naptárakban is jelöltek.

#### Népszokások
A február 24-i Mátyás-naphoz néhány népi megfigyelés és hagyomány fűződik. Ha még jeges, hideg az idő, akkor abban lehet bízni, hogy Mátyás megtöri a jeget. Erről több népi mondás is szól: Ahol nem Zsuzsanna, ott Mátyás viszi el a havat. Ugyancsak a jég feltörésére utal a Mátyás ront, ha talál, ha nem talál, csinál szólás. Bár ebben a szólásban az a megfigyelés tükröződik, hogy ilyentájt visszatérhet a hideg is. Ezt fejezi ki a Mátyás, Gergely két rossz ember szólás is, hiszen még március 12-én is előfordulhat, hogy hideg az idő. Mátyás-napkor többnyire már a tavasz közeledtét várták, ilyenkor már Mátyás szűre ujjából ereszti ki a tavaszt. Ehhez a naphoz más hiedelmek is kötődtek. Az ekkor fogott hal, a Mátyás csukája bő zsákmányt ígért a halászoknak. A Mátyás napján tojt tojásból kelt liba szerencsétlenséget hoz, mert veszekedős vagy marakodós lesz.

#### Szólások
Gyakori a Mátyás név szólásainkban is. Legtöbbjük Mátyás királyra utal. Aki úgy tesz, mintha mindent tudna, arra azt mondják: Azt is tudja, mit súgott felesége fülébe Mátyás király. A nagyon lusta embert Mátyás király lustájának nevezik. S talán a leggyakoribb szólás a „meghalt Mátyás király, oda az igazság”.